# Muravská cesta
Muravská cesta (ukrajinsky Муравський шлях, Muravskyj šljach; rusky Муравский шлях, Muravskij šljach; polsky Szlak murawski) byla původně obchodní trasa, spojující oblast Krymského poloostrova s centrální Rusí; v 16.–17. století pak jeden z hlavních směrů nájezdů krymských Tatarů na Ukrajinu a Rusko. Cesta vedla z tvrze Perekop (nejsevernějšího místa Krymu), přes tzv. Divoká pole směrem nejprve východním, poté severním, po rozvodí řek Vorskla, Severní Doněc a Sejm až do ruského města Tula, které bylo od roku 1566 součástí obranné linie zvané Velká přeseka (Большая засечная черта, Bolšaja zasečnaja čerta).
Muravská cesta měla 11 pohodlných brodů: kaganský, abaškinský, šebelinský, izjumský, tatarský a další. Měla také několik odboček: kalmiuskou, bakajevskou, izjumskou, končakovskou atd. Muravskou cestu používaly ruské a polské vyslanecké a obchodní karavany, jež však putovaly i bočními souběžnými trasami, jako např. Starou a Novou vyslaneckou, Romodanovskou, Sagajdačnou atd.
V první pol. 16. století Tataři uskutečnili 43 nájezdů na ruské země; další velké série téměř každoročních útoků poté následovaly od roku 1606. Na obranu před ničivými výpravami byla proto napříč této cesty, tj. západo-východním směrem, Rusy budována soustava pevností, ostrogů a opevněných osad (stanic), jako např. Livny, Staryj Oskol a Voroněž (1586), Bělgorod (1596), Valujki (1599), Kozlov (1635), Orlovo (1645) atd., které byly od roku 1636 postupně spojeny do Bělgorodské přeseky (Белгородская засечная черта, Bělgorodskaja zasečnaja čerta). Tato soustava konečně zabránila tatarské využívání Muravské cesty pro expanzi severním směrem a naopak umožnila následný ruský postup směrem na jih. Po cestě tedy začaly putovat především kozácké sbory a osídlovat liduprázdné stepi. S dobytím jihoukrajinských stepí Ruským impériem v 18. století a vytvořením Nového Ruska (1764) ztratila muravská trasa svůj význam, severo-jižní spojnice byly přeloženy jinam.